# Армстронг Витворт ара
Армстронг Витворт ара (енгл. Armstrong Whitworth Ara) је британски ловачки авион који је производила фирма Армстронг Витворт (енгл. Armstrong Whitworth). Први лет авиона је извршен 1918. године. 

Размах крила је био 8,35 метара а дужина 6,17 метара. Маса празног авиона је износила 599 килограма а нормална полетна маса 875 килограма.

## Наоружање
| Наоружање авиона: Армстронг Витворт ара |          |
| Ватрено (стрељачко) наоружање           |          |
| Топ                                     |          |
| Митраљез                                |          |
| Број и ознака митраљеза                 | 2 Викерс |
| Калибар                                 | 7,7      |
| Бомбардерско наоружање (бомбе)          |          |
| Ракетно наоружање (ракете)              |          |